# Sandkuchen

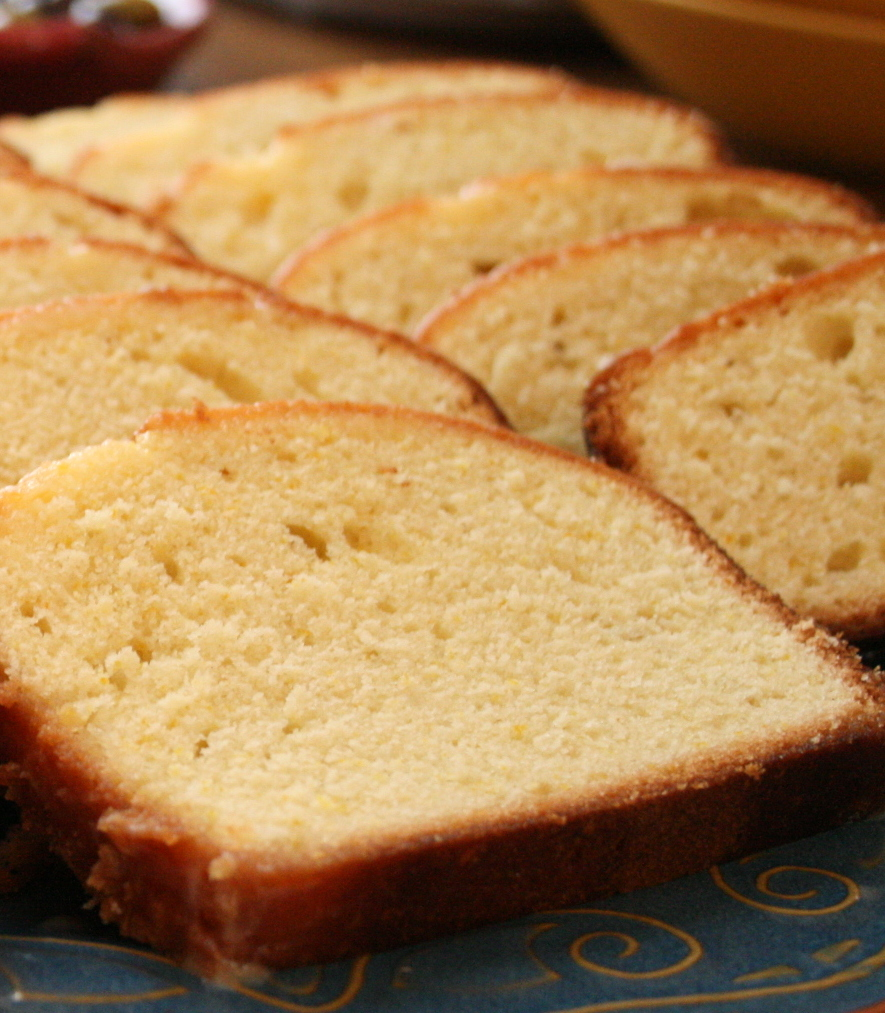
Sandkuchen

Sandkuchen wird aus Sandmasse, einer Masse aus Fett, Vollei, Zucker, Mehl, Stärkemehl (Puder) und Aromastoffen hergestellt. Er ist ein feinporiger und relativ trockener Rührkuchen. Gemäß den Leitsätzen für Feine Backwaren aus dem deutschen Lebensmittelbuch soll in der Ausgangsmischung Sandmasse neben Getreideerzeugnissen (Mehl), Stärke und Zucker ein Anteil von mindestens 20 Prozent Butter (oder Margarine) und 20 Prozent Vollei (zum Herstellen eines Abtriebs) bzw. äquivalente Mengen alternativer Produkte enthalten sein.
Man unterscheidet zwischen schweren und leichten Sandkuchen, die folgendermaßen hergestellt werden:
Schwere Sandmassen
Diese haben einen hohen Anteil an Fett und Zucker und werden nach herkömmlichen Verfahren gefertigt. Zuerst werden Zucker und Fett schaumig gerührt und dann abwechselnd Vollei und Mehl untergezogen. Typische Produkte sind Marmorkuchen, Nusskuchen, Englischer Kuchen, Donauwelle und Baumkuchen.
Leichte Sandmassen
Mit geringerem Fett- und Zuckeranteil werden zuerst Butter und Zucker aufgeschlagen. Anschließend werden Vollei, Mehl und weitere Zutaten untergezogen. Aus leichten Sandmassen stellt man Gewürzkuchen, Kirschkuchen, Muffins und Donuts her.
Einkesselmasse (auch All-in-Verfahren)
Dieses Verfahren hat sich zur rationellen Herstellung bewährt. Dies ist die schnellste Herstellungsart. Das Einschlagen von Luft reicht aber hier nicht aus – der Zusatz von Backpulver ist zur Lockerung erforderlich.
Zweikesselmasse
Dieses etwas aufwändigere Verfahren ermöglicht den Verzicht auf Backpulver bei fachgerechtem Vorgehen. Während Butter und Eigelb in einem Kessel schaumig gerührt werden, werden in einem weiteren Kessel Eiklar und Zucker zu Eischnee aufgeschlagen. Dieser wird dann unter die Buttermasse untergehoben.
In der Schweiz werden in länglicher Form gebackene Sandkuchen als Cakes bezeichnet.